# Peder Skau

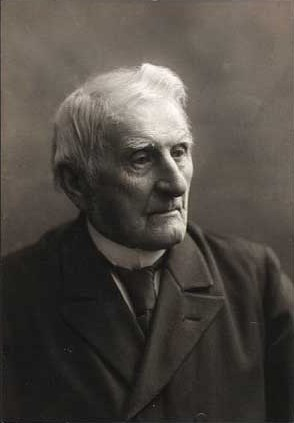
Peder Skau, porträtiert von Julie Laurberg

Peder Skau (* 5. Juni 1825 in Sommerstedt; † 7. März 1917 in Fjelstrup) war ein schleswigscher Politiker.

## Leben und Wirken
Peder Skau war ein Sohn des Hofbesitzers Jens Lauritzen Skau (1795–1863) und dessen Ehefrau Bodil Kjestine, geborene Raun (1788–1861). Er hatte einen Bruder namens Laurids, der seine Jugendzeit und das spätere Wirken entscheidend beeinflusste. Während des Besuchs der Volkshochschule in Rødding lernte er von 1844 bis 1846 den Politiker Christian Flor kennen, der ihn ebenfalls prägte.
Während der Schleswig-Holsteinischen Erhebung arbeitete Skau im Nachrichtenwesen. Am 26. September 1850 heiratete er in Sommerstedt Caroline Skytt (Schytt) aus Hadersleben (* 17. Dezember 1830). Seine Frau starb zwei Jahre später am 24. Dezember 1852 in Sommerstedt.
1853 übernahm Skau den eigenen Hof Bukshave in Felstrup. Am 9. November 1854 heiratete er in zweiter Ehe Christine Dall (* 27. April 1832 in Hovst). Skau galt als sehr guter Landwirt und erreichte daher eine führende Position im Osteramt. Am 25. Januar 1859 starb seine zweite Ehefrau in Bukshave. Skau heiratete daraufhin am 25. April 1860 in dritter Ehe Anne Nielsine Christine Braun (* 19. Oktober 1817 in Lintrup; † 25. Juli 1879). Auch diese Ehe blieb kinderlos.
Nach 1858 zog Skau in den erstmals formierten Rat des Amtes Haldersleben ein. Er gehörte diesem auch während der Umbildung zum Kreistag 1867 an. In diesen Gremien befasste er sich insbesondere mit Regelungen zu Wegen und Steuern. Von 1866 bis 1888 hatte er einen Sitz im Provinziallandtag.
Als gewähltes Mitglied der Siebenundvierziger Deputation bekam Skau 1866 eine Audienz bei Wilhelm I., während der er dafür danken wollte, dass der Prager Frieden der dänischen Bevölkerung eine Volksabstimmung über einen Anschluss an Dänemark versprach. Später referierte er über seine Ideen hierzu im Sprach- und Wählerverein seines Kreises. 
Als sich zu Beginn der 1880er Jahre Hans Andersen Krüger mehrfach weigerte, den Treueid zu leisten, war Skau unter den ersten Politikern, die dies öffentlich kritisierten. Aus diesem Grund verlor er bei Neuwahlen Anfang der 1880er Jahre seine Sitze in Kreis- und Provinziallandtag. Seine Wiederwahl erfolgte in der nächsten Wahlperiode.
Skau galt als rhetorisch guter und geschätzter Vortragsredner. Daher übernahm er in schwierigen Diskussion oftmals die Wortführung und fungierte unter anderem 1899 als Sprecher der Bevölkerung in Diskussionen mit Ernst von Köller.

## Erinnerung
Für seine Verdienste um die Dänische Sprache in Nordschleswig wurde ihm ein Einzeldenkmal auf der Skamlingsbanken südlich Kolding gesetzt.

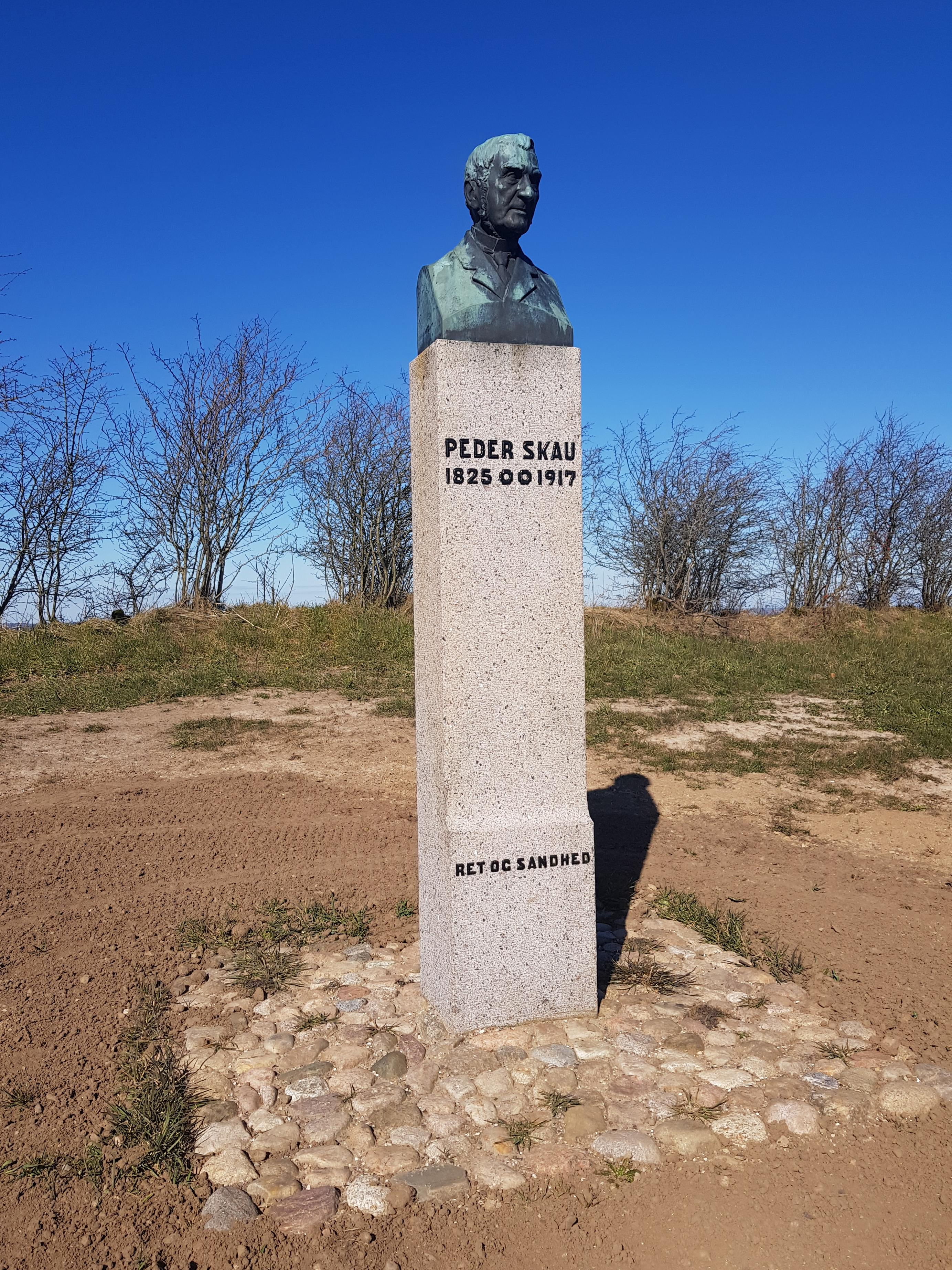
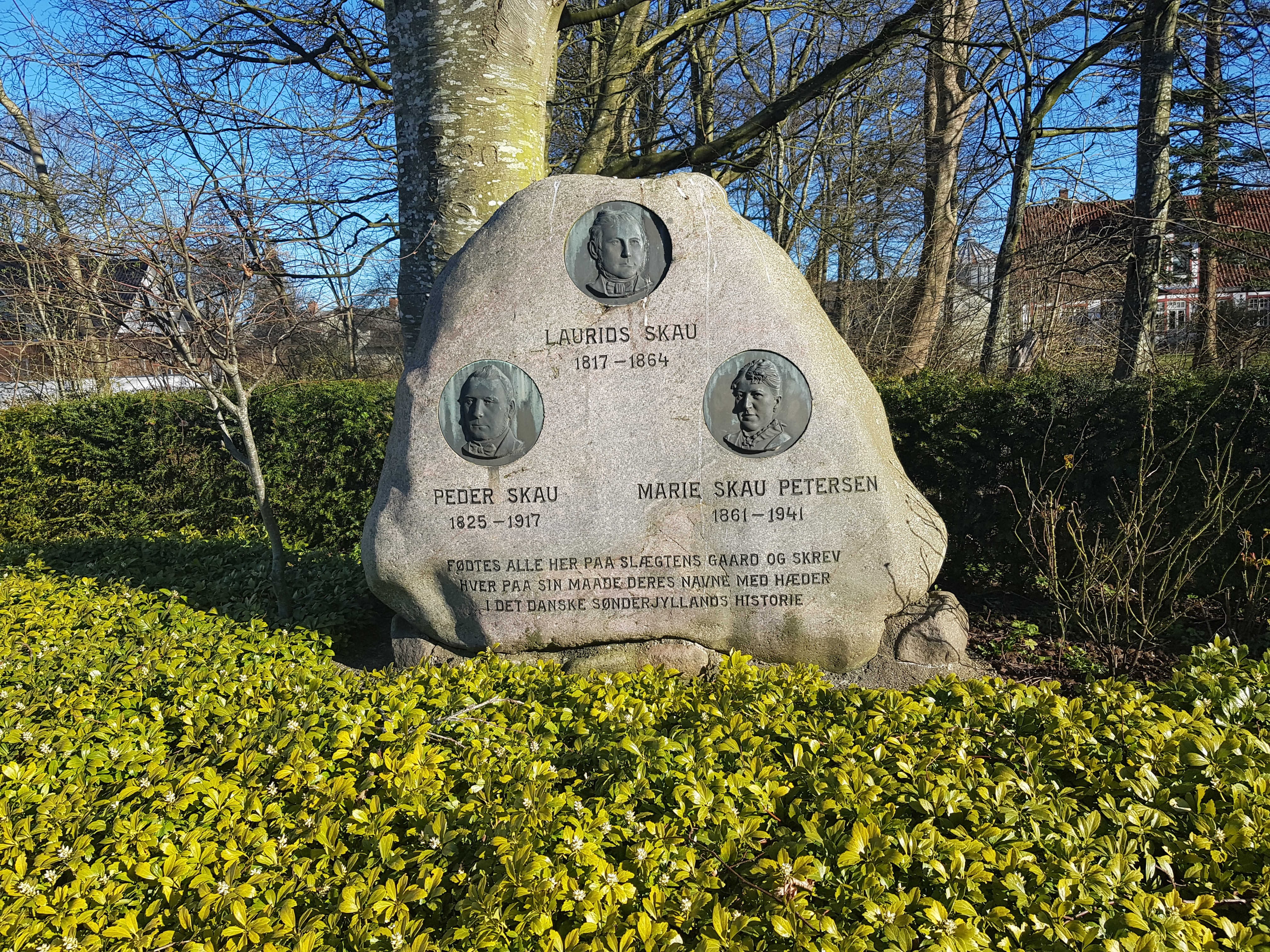